# Georges Lacombe (director)
Georges Lacombe (París, 19 d'agost de 1902 - Canes, 4 d'abril 1990) va ser director de cinema francès.

## Biografia
Fill d'un personal de pau i d'una professora, Georges Lacombe va començar la seva carrera com a ajudant de René Clair. La seva pel·lícula La nuit est mon royaume li va valer una nominació al Lleó d'Or al Festival de Cinema de Venècia de 1951.
A partir de 1961, es va retirar dels platós de cinema i va dirigir pel·lícules i sèries per a televisió.

## Filmografia

### Director
- 1928 : La Zone (curtmetratge)
- 1931 : Boule de gomme (migmetratge)
- 1932 : Un coup de téléphone
- 1932 : Ce cochon de Morin
- 1933 : La Femme invisible
- 1933 : Un jour d'été (curtmetratge)
- 1934 : Jeunesse
- 1935 : Les Époux scandaleux
- 1935 : La Route heureuse
- 1936 : Le cœur dispose
- 1938 : Café de Paris
- 1939 : Darrere la façana (Derrière la façade)
- 1939 : Les Musiciens du ciel
- 1940 : Elles étaient douze femmes
- 1941 : Le Dernier des six
- 1941 : Montmartre-sur-Seine
- 1942 : Le journal tombe à cinq heures
- 1942 : Monsieur La Souris
- 1943 : L'Escalier sans fin
- 1944 : Florence est folle
- 1946 : Le Pays sans étoiles
- 1946 : Martin Roumagnac
- 1947 : Les Condamnés
- 1948 : Prélude à la gloire
- 1951 : La nuit est mon royaume
- 1952 : Les Sept Péchés capitaux, segment Le Huitième péché
- 1952 : L'Appel du destin
- 1953 : Leur dernière nuit
- 1955 : La Lumière d'en face
- 1957 : Cargaison blanche
- 1957 : Mon coquin de père
- 1962 : L'inspecteur Leclerc enquête, episodi Affaire de famille (sèrie de TV)
- 1964 : Message pour Margaret, telefilm
- 1970 : Pierre de Ronsard gentilhomme vendomois, telefilm
- 1975 : Un souper chez Lauzun, telefilm

### Ajudant de director
- 1924 : Entr'acte de René Clair
- 1925 : Le Fantôme du Moulin-Rouge de René Clair
- 1927 : La Proie du vent de René Clair
- 1928 : Un chapeau de paille d'Italie de René Clair
- 1928 : Maldone de Jean Grémillon
- 1928 : La Tour (court métrage) de René Clair
- 1929 : Les Deux Timides de René Clair
- 1930 : Sous les toits de Paris de René Clair